# Когнитивная социология
Когнитивная социология — социологическая субдисциплина которая ставит перед собой проблему изучения «смыслов» в повседневной жизни. Она стремится к интеграционному взаимодействию этнометодологии, лингвистики и традиционной социологии.
Одним из первых, кто обратился к термину «Когнитивная социология», стал американский социолог Аарон Сикурел. Он изучал различные разнородные явления, такие как: преступления, глухота, образование и методы исследования — для того, чтобы попытаться определить принципы социальной организации и их порядок взаимодействия в повседневной жизни.

## Обзор основных подходов
В настоящее время поле когнитивной социологии не является однородным, грубо говоря, оно может быть разделено на два вектора. Первый призывает к рассмотрению взаимосвязей между естественнонаучными исследованиями человеческой природы и подобными работами в сфере социальных наук. Второй же постулирует, что социология разума и познания является отдельным полем культурного и социального изучения без каких-либо значимых и необходимых связей с подобными исследованиями в естественнонаучной среде.
В частности Томас Лоусон считает, что термин «познание» должен быть определён крайне чётко и осторожно. С этой позиции утверждения о том, что «познание набор процессов, с помощью которых мы узнаём мир» и, что «познание акт социального существа» звучат недостаточными и проблематичными. Когда Лоусон обращается к проблеме познания, то сталкивается именно с трудностями, связанными с методом. Он утверждает, что «когнитивная наука — это набор дисциплин, которые исследуют когнитивные процессы и вырабатывают к ним объяснительные теории» . С данной точки зрения создаётся впечатление о том, что поле исследования культуры через призму натуралистской науки и поле когнитивной социологии разорваны между собой. Предположительно, прежде всего, это происходит из-за методологического наследия, которое подавляет посылы и мешает теоретикам участвовать в разработке теорий, которые бы были связаны с наработками в сфере естественнонаучных исследований познания и культуры.
Карен Серуло допускает, в определённой степени, использование естественнонаучных постулатов в исследовании социальных наук о культуре. Для неё это, прежде всего, значит привнести в повестку дня как можно больше из социальной сферы для того, чтобы улучшить и переработать естественнонаучные выводы относительно функционирования человеческого мозга и рассмотреть их с точки зрения определённого культурного контекста. Эвиатар Зерубавель стоит на противоположной позиции от той, которую защищает Серуло, для него является трудным представить исследование крупных паттернов социальной и культурной жизни с помощью естественнонаучных методов и теория. Как он вызывающе выразился: «В её нынешнем состоянии когнитивная наука неспособна дать ответы».
Тем не менее, оба когнитивных социолога Серуло и Зерубавель подчёркивают принципиальный разрыв между естественными и социальными науками. Для Серлуло, проблема, как ей кажется, должна быть решена путём разделения труда между этими двумя дисциплинами. Серуло призывает использовать естественнонаучные постулаты в качестве основы для тестирования и сопоставления с социальной реальностью, а не в действительности работать с натуралистскими методами и принципами объяснения. Она признаёт, что когнитивная социология является компетентной в вопросах изучения человеческого познания исключительно через объяснительный аппарат социологии. Зерубавель, в свою очередь, стоит на более радикальной позиции. Он считает, что естественнонаучные исследования настолько некомпетентны в вопросах культуры и культурного анализа познания на основе натуральной базы, насколько это возможно, или очень грубы, чтобы быть в силах раскрыть тонкую и глубокую ткань социальной жизни.